# Josep Gudiol i Cunill
Ne pas confondre avec Josep Gudiol i Ricart (1904-1985).
Josep Gudiol i Cunill, né en 1872 à Vic et mort en 1931 dans la même municipalité, est un historien de l'art espagnol, archéologue et conservateur de musée.

## Biographie
Né en 1872 à Vic, Josep Gudiol i Cunill est profondément impliqué dans la renaissance culturelle nationaliste qui a lieu en Catalogne à la fin du XIXe siècle. Ses publications comprennent une monographie sur l'art catalan du XIVe siècle, qui accompagne une étude antérieure de S. Sanpere i Miquel sur l'art catalan du XVe siècle. Une grande partie de l'œuvre de Gudiol i Cunill sont cependant centrée sur le Museu Arqueologic Artistic Episcopal, Vic, fondé en 1889 et inauguré en 1891 avec une superbe collection de 1300 objets, dont la plupart sont des exemples d'art catalan médiéval. Nommé conservateur en 1898, Gudiol i Cunill y travaille jusqu'à sa mort. Il écrit beaucoup sur le musée et produit divers guides de la collection. Il meurt en 1931 à Vic

## Liens
- Ressources relatives aux beaux-arts :   - Grove Art Online
  - Union List of Artist Names
- Notice dans un dictionnaire ou une encyclopédie généraliste :   - Gran Enciclopèdia Catalana
- Notices d'autorité :   - VIAF
  - ISNI
  - BnF (données)
  - IdRef
  - LCCN
  - GND
  - Espagne
  - Pays-Bas
  - Catalogne
  - Vatican
  - WorldCat